# Даскалов, Райко
Райко Иванов Даскалов (1886—1923) — болгарский политик, один из руководителей Болгарского земледельческого народного союза.

## Биография
Член БЗНС с 1913 года. В 1918 году, во время Владайского восстания, провозгласил Радомирскую республику. Президентом республики восставшие объявили Александра Стамболийского, главнокомандующим — Райко Даскалова. Возглавив армию республики, он двинул её на Софию с целью свержения царя Фердинанда и правительства. После разгрома восстания бежал в Салоники, находился в заключении, освобождён по амнистии.
После победы БЗНС на выборах с 1919 года по 9 июня 1923 года — министр внутренних дел и здравоохранения в правительстве Александра Стамболийского. В феврале 1923 года назначен послом в Чехословакию. После правого переворота 9 июня 1923 года, в ходе которого «земледельцы» были отстранены от власти, пытался возглавить борьбу с новым правительством Александра Цанкова и создать правительство в изгнании. Пользуясь дипломатическим статусом, стремился добиться международного осуждения переворота, но успеха не имел.
Известный противник Внутренней македонской революционной организации, он уже пережил покушение боевиков организации прежде чем был убит в Праге наёмным убийцей Цицонковым, подосланным руководителем ВМРО Тодором Александровым.